# Бестам (Отирарський район)
Беста́м (каз. Бестам) — село у складі Отирарського району Туркестанської області Казахстану. Входить до складу Маякумський сільського округу.
Населення — 109 осіб (2021; 148 у 2009, 175 у 1999, 267 у 1989).